# Eibenstein (Gemeinde Gmünd)
Eibenstein ist eine Katastralgemeinde der Stadtgemeinde Gmünd im Bezirk Gmünd in Niederösterreich. Bis Ende 1971 war Eibenstein eine eigenständige Gemeinde.

## Geografie
Die Katastralgemeinde Eibenstein gliedert sich in die Ortschaften Großeibenstein mit 206 Einwohnern und Kleineibenstein mit 189 Einwohnern (Stand 1. Jänner 2024).

## Siedlungsentwicklung
Zum Jahreswechsel 1979/1980 befanden sich in der Katastralgemeinde Eibenstein insgesamt 159 Bauflächen mit 50.296 m² und 93 Gärten auf 55.672 m², 1989/1990 waren es 169 Bauflächen. 1999/2000 war die Zahl der Bauflächen auf 455 angewachsen und 2009/2010 waren es 257 Gebäude auf 590 Bauflächen.

## Geschichte
Bis zur Eingemeindung nach Gmünd mit 1. Jänner 1972 war Eibenstein eine selbständige Gemeinde und bestand aus Großeibenstein, Kleineibenstein, Ludwigsthal, Grillenstein und Breitensee.

## Bodennutzung
Die Katastralgemeinde ist forstwirtschaftlich geprägt. 155 Hektar wurden zum Jahreswechsel 1979/1980 landwirtschaftlich genutzt und 442 Hektar waren forstwirtschaftlich geführte Waldflächen. 1999/2000 wurde auf 126 Hektar Landwirtschaft betrieben und 462 Hektar waren als forstwirtschaftlich genutzte Flächen ausgewiesen. Ende 2018 waren 81 Hektar als landwirtschaftliche Flächen genutzt und Forstwirtschaft wurde auf 463 Hektar betrieben. Die durchschnittliche Bodenklimazahl von Eibenstein beträgt 16,9 (Stand 2010).